# Vuelta al Táchira 1998
La 33ª edición de la Vuelta al Táchira se disputó desde el 11 hasta el 22 de enero de 1998.
Perteneció al calendario de la Federación Venezolana de Ciclismo. El recorrido contó con 12 etapas y 1721 km, transitando por los estados de Zulia, Barinas, Mérida y Táchira.
El ganador fue el venezolano Julio Blanco del equipo Kino Táchira, quien fue escoltado en el podio por Álvaro Lozano y Robinson Merchán.
Las clasificaciones secundarias fueron; Hussein Monsalve ganó la clasificación por puntos, Giovanni Vargas la montaña,  y la clasificación por equipos la ganó Lotería del Táchira.

## Equipos participantes
Participaron varios equipos conformados por entre 6 y 8 corredores, equipos venezolanos y extranjeros con ciclistas de Colombia, Italia, Bélgica, Costa Rica, Cuba, y Yugoslavia.
| - Lotería del Táchira - Kino Táchira - Alcaldía de Barinas | - Bono de Ciclismo - Orgullo Paisa - Kross-Montanari - Amore & Vita-Selle SMP - Carnac Shoes - Selección Nacional de Cuba - Selección Nacional de Costa Rica - Selección Nacional de Yugoslavia |

## Etapas
| Etapa | Fecha       | Recorrido                             | Km    | Ganador           | Lider         |
| 1.ª   | 11 de enero | Circuito en Maracaibo                 | 122,4 | Julio Blanco      | Julio Blanco  |
| 2.ª   | 12 de enero | Ciudad Ojeda - Caja Seca              | 183,1 | Gino Paolini      | Julio Blanco  |
| 3.ª   | 13 de enero | El Vigía - Tovar                      | 158,1 | Hussein Monsalve  | Julio Blanco  |
| 4.ª   | 14 de enero | Zea - El Vigía - Mérida               | 111,6 | César Salazar     | Julio Blanco  |
| 5.ª   | 15 de enero | Circuito en Barinas                   | 136   | Yosvani Gutiérrez | Julio Blanco  |
| 6.ª   | 16 de enero | Santa Bárbara - Palmira               | 170,9 | Robinson Merchán  | Julio Blanco  |
| 7.ª   | 17 de enero | San Cristóbal - Cerro El Cristo       | 127,7 | Hernán Muñoz      | Julio Blanco  |
| 8.ª   | 18 de enero | Circuito en San Cristóbal             | 144   | Issac Ramírez     | Julio Blanco  |
| 9.ª   | 19 de enero | Táriba - La Grita                     | 139   | César Goyeneche   | César Salazar |
| 10.ª  | 20 de enero | La Tendida - Colón                    | 151,4 | Alexis Méndez     | Julio Blanco  |
| 11.ª  | 21 de enero | Rubio - Ureña - Bramón                | 156,4 | Omar Pumar        | Julio Blanco  |
| 12.ª  | 22 de enero | San Cristóbal - Rubio - San Cristóbal | 124,8 | Álvaro Lozano     | Julio Blanco  |

## Clasificaciones

### Clasificación general
| Posición | Ciclista         | Equipo              | Tiempo     |
|          | Julio Blanco     | Kino Táchira        | 45:43:23   |
| 2.º      | Álvaro Lozano    | Kross-Montanari     | + 00:00:42 |
| 3.º      | Robinson Merchán | Lotería del Táchira | + 00:01:57 |
| 4.º      | César Salazar    | Lotería del Táchira | + 00:03:03 |
| 5.º      | Husseín Monsalve | Lotería del Táchira | + 00:04:42 |
| 6.º      | Hernán Muñoz     | Kross-Montanari     | + 00:04:55 |
| 7.º      | César Goyeneche  | Kross-Montanari     | + 00:05:05 |
| 8.º      | Carlos Maya      | Lotería del Táchira | + 00:05:16 |
| 9.º      | Alexis Méndez    | Lotería del Táchira | + 00:06:29 |
| 10.º     | Giovanni Vargas  | Carnac Shoes        | + 00:06:53 |

### Clasificación por puntos
| Posición | Ciclista         | Equipo              | Puntos |
|          | Hussein Monsalve | Lotería del Táchira | 155    |
| 2°       | César Goyeneche  | Kross-Montanari     | 123    |
| 3°       | Julio Blanco     | Kino Táchira        | 112    |

### Clasificación de la montaña
| Posición | Ciclista        | Equipo              | Puntos |
|          | Giovanni Vargas | Carnac Shoes        | 58     |
| 2°       | César Salazar   | Lotería del Táchira | 54     |
| 3°       | Hernán Muñoz    | Kross-Montanari     | 49     |

### Clasificación de los sprints
| Posición | Ciclista     | Equipo       | Puntos |
|          | Bandera de ? | Bandera de ? |        |
| 2°       | Bandera de ? | Bandera de ? |        |
| 3°       | Bandera de ? | Bandera de ? |        |

### Clasificación sub-23
| Posición | Ciclista     | Equipo       | Tiempo |
|          | Bandera de ? | Bandera de ? |        |
| 2°       | Bandera de ? | Bandera de ? |        |
| 3°       | Bandera de ? | Bandera de ? |        |

### Clasificación por equipos
| Posición | Equipo              | Tiempo       |
|          | Lotería del Táchira | Bandera de ? |
| 2°       | Bandera de ?        | Bandera de ? |
| 3°       | Bandera de ?        | Bandera de ? |